# The Steeple
The Steeple was een concertzaal in de Holstraat 67 te Waregem. Het werd opgericht op 21 januari 1989 en sloot op 19 januari 2014.

## Geschiedenis
Het begon als de The Steeple Chase en werd gebouwd in 1885 in opdracht van timmerman Ivo Faveere, die hier een houthandel bezat en de achterliggende weiden tot aan de renbaan gebruikte om zijn hout op te stapelen. 

Jean-Baptiste baatte samen met zijn echtgenote Rosalie Meurisse, The Steeple Chase uit aan de hippodroom in de Holstraat. Haar oom Alfred was een beroemd jockey en de enige Waregemnaar die ooit de Grote Steeple won met het toppaard ‘Three in the morning’ in 1919.
Alternatiefp 21 januari 1989 opende Ann Stevens de zaak The Steeple Chase uit (alhoewel het in de volksmond The Steeple werd genoemd). In The Steeple werd de nadruk gelegd op de volgende genres van muziek: metal, punk, new wave, gothic en later ook hardcore industrial.
New Wave & GothicVanaf 1991 werden er veel New Wave & Gothic evenementen georganiseerd. Deze concertzaal was dan ook zeer populair in deze 'zwarte scene'. De vzw The Black Cave en vzw Shadowplay organiseerden vele 'donkere' avonden waarvan de leuze was: "Be yourself in darkness".
MetalVeel metaloptredens gingen door in the Steeple. In samenwerking met o.a.'Booking Agency Metallysee' kwamen veel metalgroepen aan bod uit alle verschillende metalgenres.
PunkPunkoptredens werden zeer regelmatig georganiseerd in the Steeple. Punkbands zoals The Exploited, G.B.H. en The Bollock Brothers kwamen aan bod.
Hardcore industrialNiet alleen het zware gitaargenre kreeg zijn kans in deze concertzaal, maar ook de elektronische alternatieve hardcore. Dikwijls werden er liveoptredens georganiseerd met live-dj's en dit tot de in vroege uurtjes.

## Afscheid
Het laatste live optreden werd gespeeld door The Bollock Brothers op 11 januari 2014. Op dit langdurend concert konden alle aanwezigen meezingen op het podium. Ook werd een gastoptreden verzorgd door Danny Mommens van Vive la Fête.

## Optredens
Onder meer de volgende bands traden op in The Steeple: Abigail - Acroamates de Tristitia - Amon Amarth - And One - Anger - Antidote - Belenos – Belgian Associality - Bewitched - Blood Axis – The Bollock Brothers - Breath of Life - Bruthal Truth - Caducity - Cannibal Corpse - Capital Scum - The Casualties - Cemetary Girlz - Chalice - Charge 69 - Clan of Xymox - Crack Up - Curiosity - Dark Funeral - Dark Tranquillity - Das Ich – Dead Kennedys - Dead Souls Rising - Death in June - Decayed - Deicide - Demoniac - Die Nakse Bananen - Digital Factor - Discipline - Disfear - Dismember - Dive - Double Diamond – D.R.I. - The Driller Killer - Dirty Scums - The Dust of Basement – The Empty Bottles - Enslaved - Erato - Exploited – Faith & the Muse - Feindflug - Family of Dog - Frames a Second – Funeral Dress - Fury of V - Gallow – GBH - Gehena - Gothic Sex- GURD – HammerFall - Heideroosjes – Hocico - Immodium - Impiety – IQ – Jane's Detd - Jacquy Bitch - Last Years Youth - Lescure 13 - Life of Passion - Lord Belial - Lunatic Society - Kirlian Kamera - Krays - Mayhem - mildreda - Muzze & Vantorre - Naglfar – Napalm Death – Of the wand and the moon - Pissing Razors - Pleeboys - Pro-Pain - Project Pitchfork - Public Toys - Red Zebra - - Relatives Menschsein - Relix - Riot Upstart - Road Rage - Rotting Christ – Seelenkrank - Sham 69 - Six Feet Under - Snowy Red - Sorhin - Spear of Destiny - Swordmaster - Temple of Baal - Theatre of Hate - the birthday massacre - The Neon Judgement - this morn' omina - Transhumania - Triumphator - Umbra et Imago - Unite Against Society - Unleashed - Vice Squad - Violet Stigmata - Vuulle Muulle - WR3 – The Young Gods